# 畑正吉
畑 正吉（はた しょうきち、1882年（明治15年）2月12日 - 1966年（昭和41年）6月24日）は、日本の彫刻家。

## 経歴
現在の富山県高岡市に生まれる。1901年（明治34年）に富山県工芸学校彫刻科を卒業し、東京美術学校彫刻科へ入学する。1906年（明治39年）に同校を卒業した翌年、農商務省海外実業練習生としてフランスへ渡り、エコール・デ・ボザール最初の日本人学生として、1910年（明治43年）まで木彫を学んだ。帰国後の1911年（明治44年）、第5回文展に出品した「歳三十」が入選、以後帝展の初期まで毎回入選を重ねる。1912年（大正元年）から東京美術学校に勤め始め、雇（助手）、嘱託、助教授と昇進を重ね、1921年（大正10年）に教授に就任した。同年から翌年にかけて文部省在外研究生としてヨーロッパへ留学し、帰国後の1922年（大正11年）、当時新設間もない東京高等工芸学校の工芸図案科工芸彫刻部教授に就任し、1941年（昭和16年）の退官まで務めた。
一方で1915年（大正4年）から1945年（昭和20年）まで造幣局や賞勲局の嘱託も務め、この間に政府が定める記念章などのメダル彫刻制作にも従事した。特に1937年（昭和12年）制定の文化勲章の意匠を手掛けたことで知られる。ほか、満州国の勲章製作にも携わった。
1936年夏季オリンピックの芸術競技の彫刻部門に作品が出品された。
戦後も日展などへ出品するなど彫刻活動を続け、晩年には能彫刻に力を入れた。1966年（昭和41年）6月24日、東京都三鷹市の自宅にて病没した。

## 著書
- 『アルス美術叢書 第11編 ミケランゼロ』アルス、1926年 NDLJP:1017596

## 作品ギャラリー

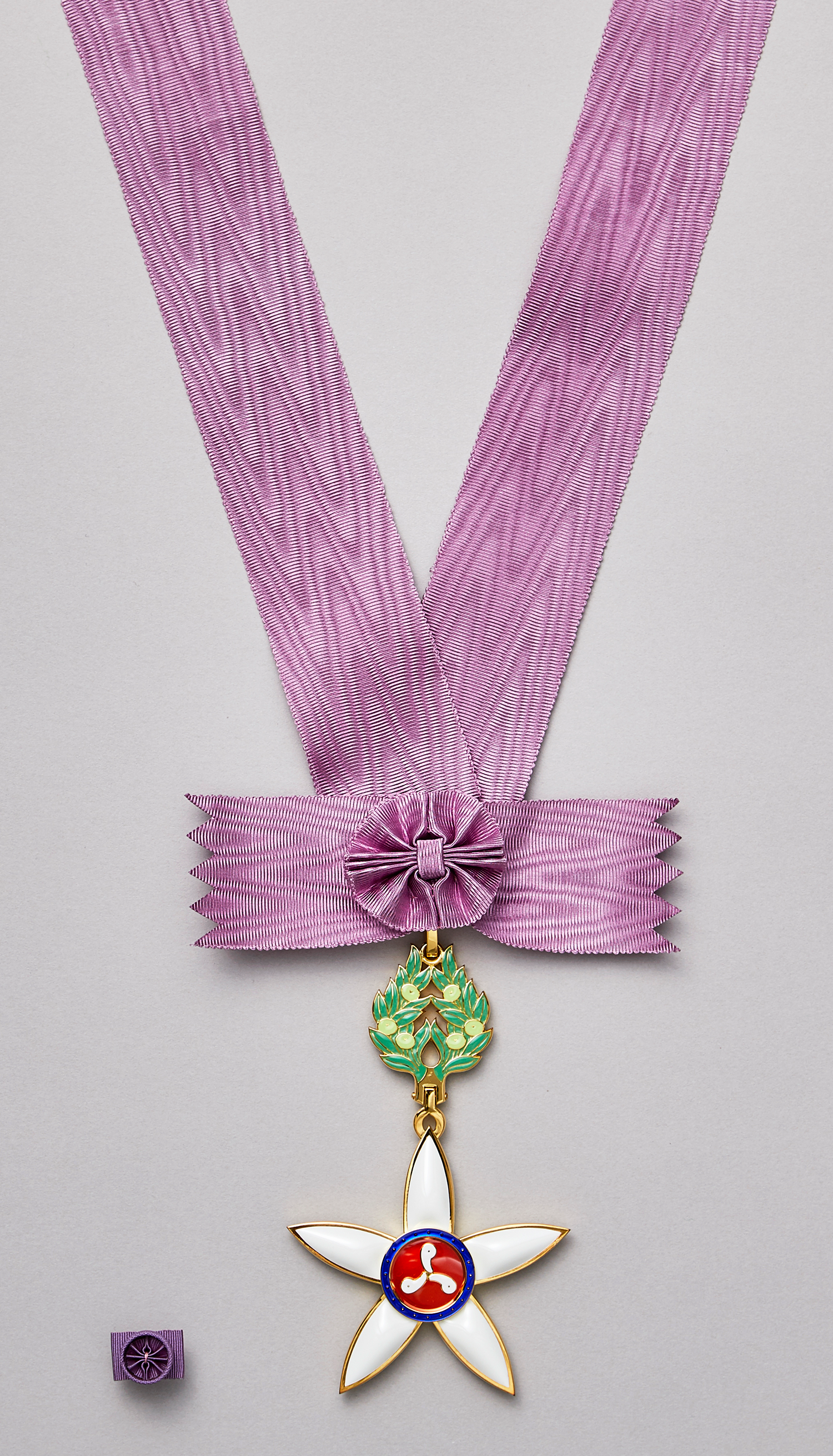
文化勲章（1937年）
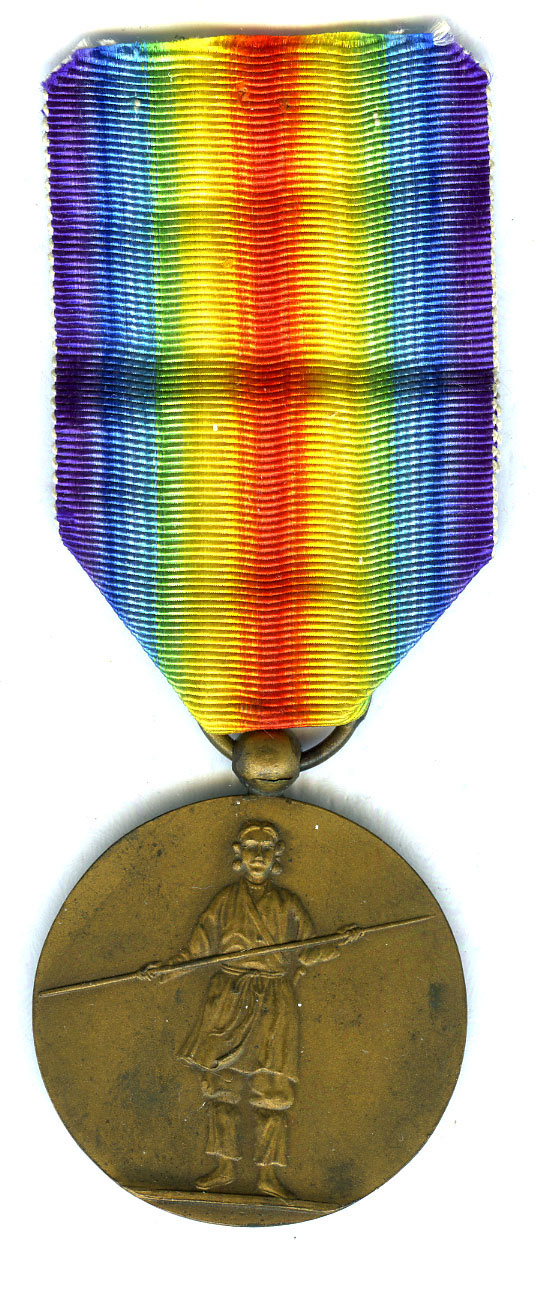
戦捷記章（1920年）
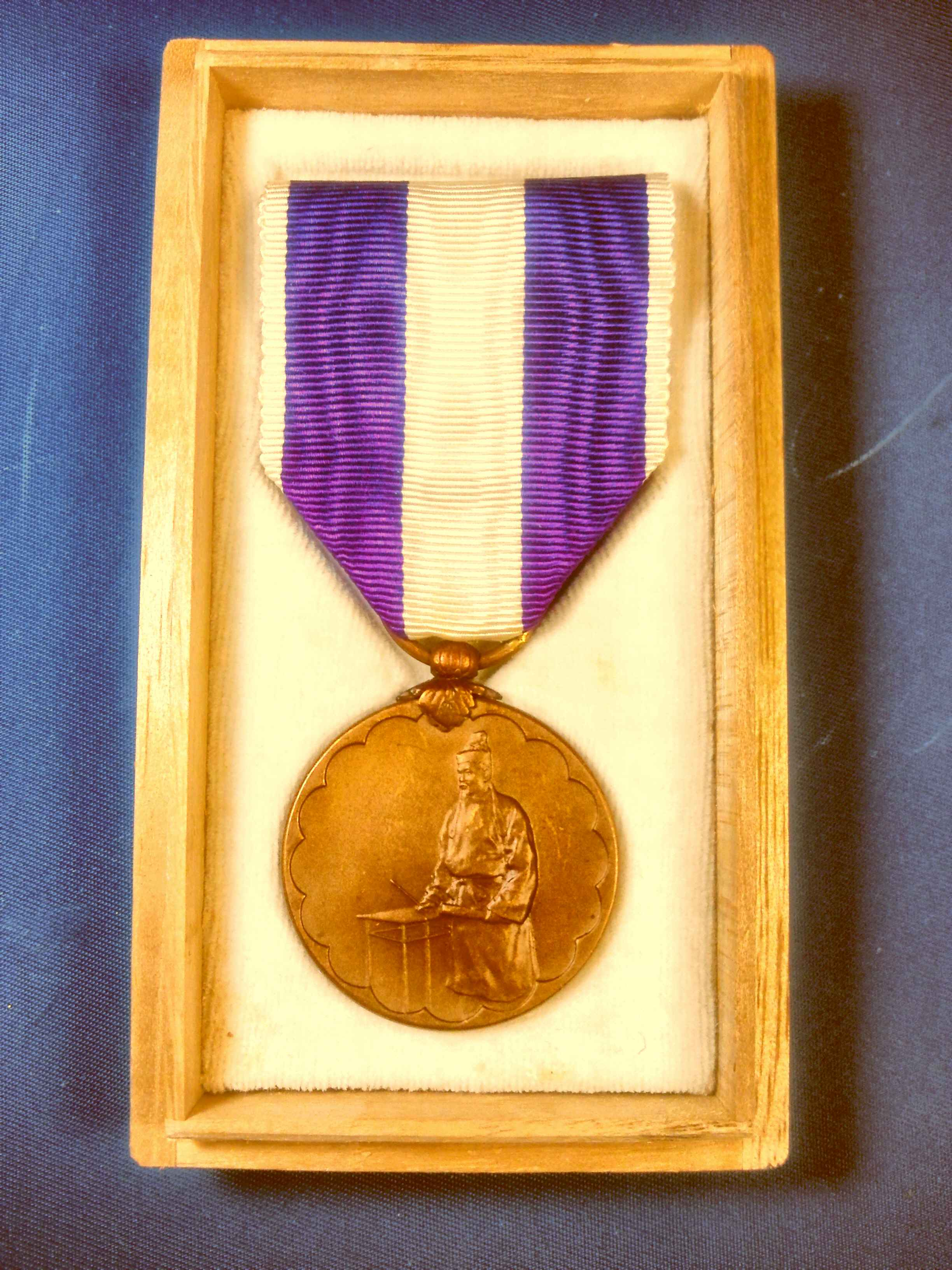
第一回国勢調査記念章（1921年）
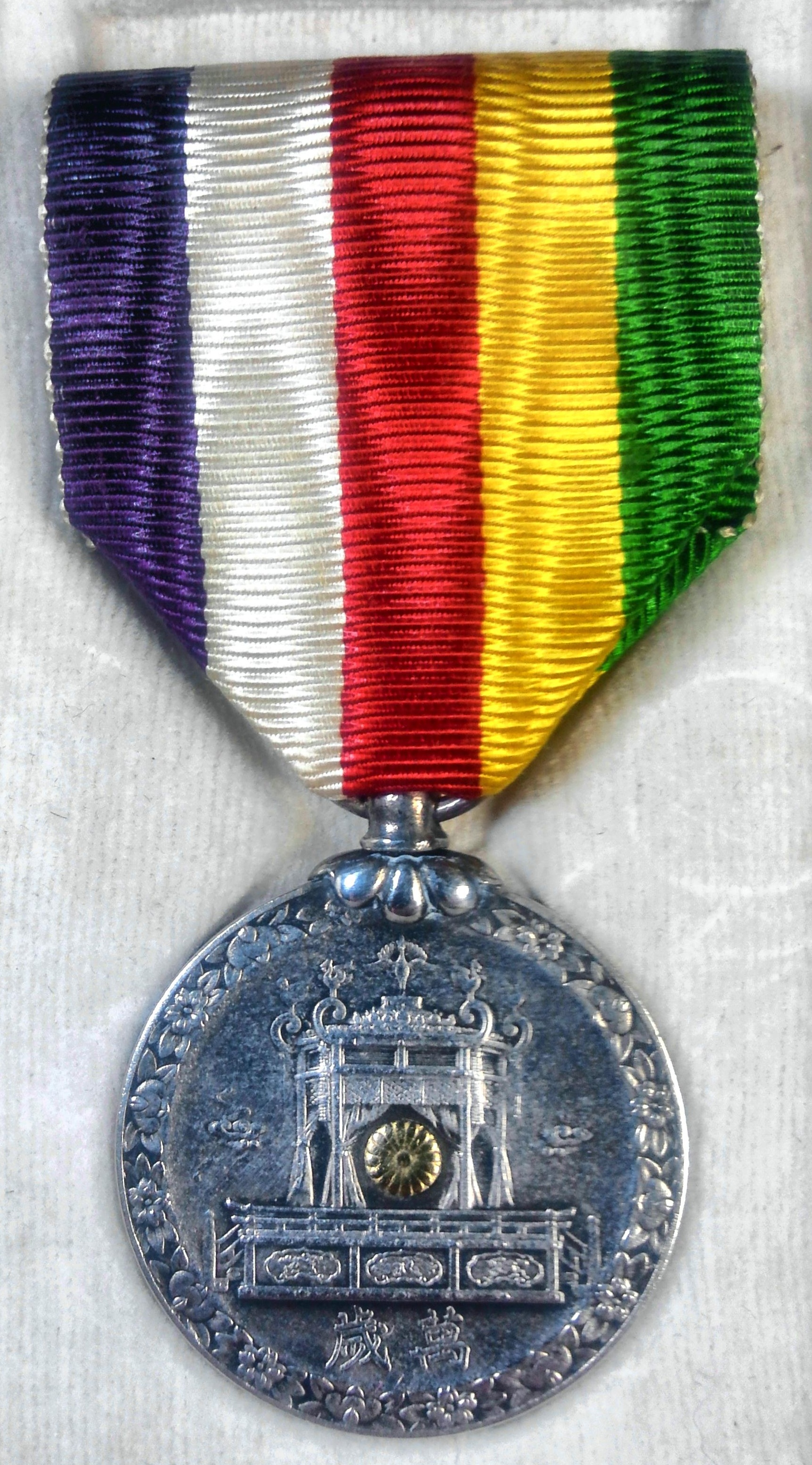
大礼記念章（昭和）（1928年）
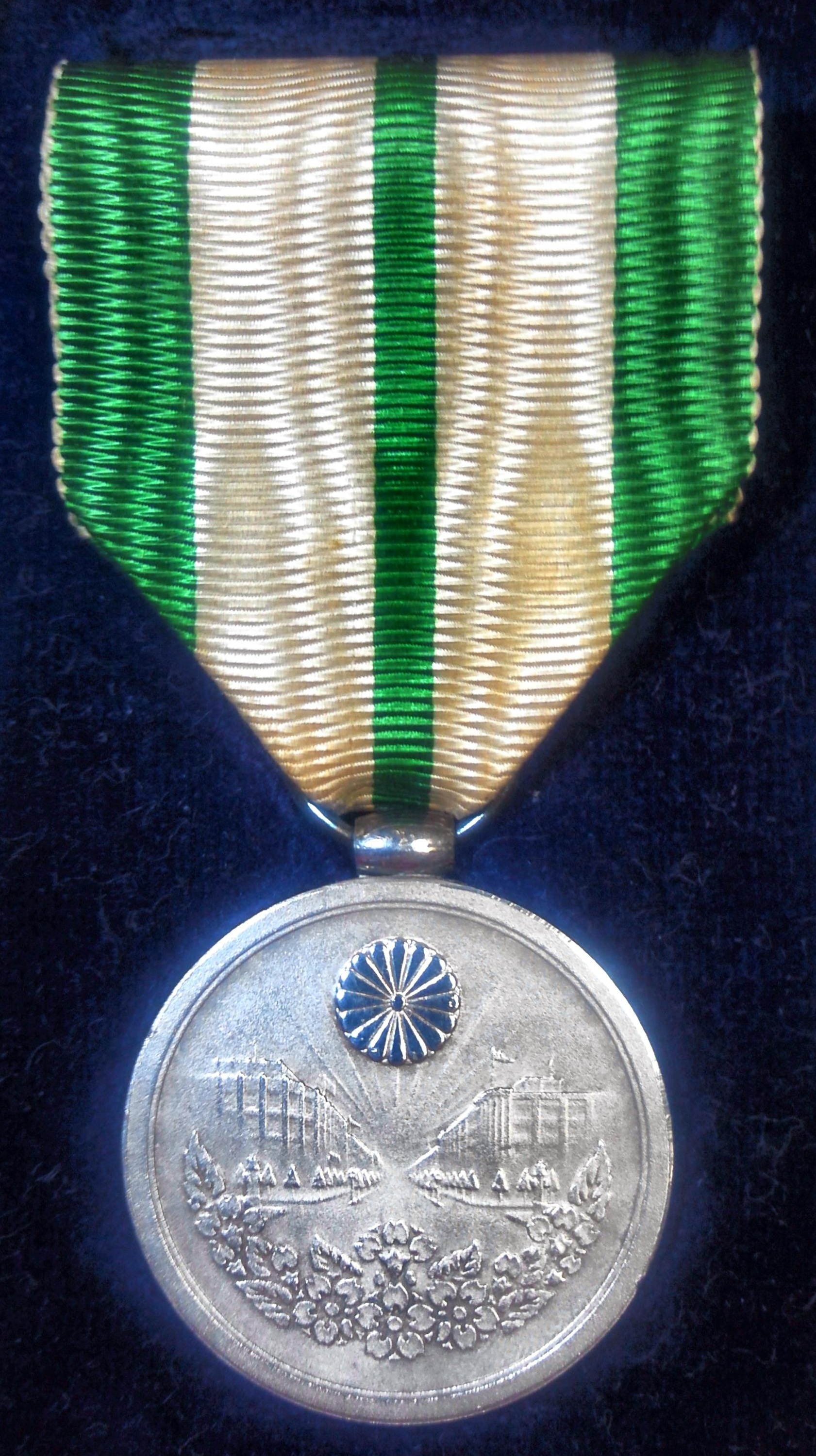
帝都復興記念章（1930年）
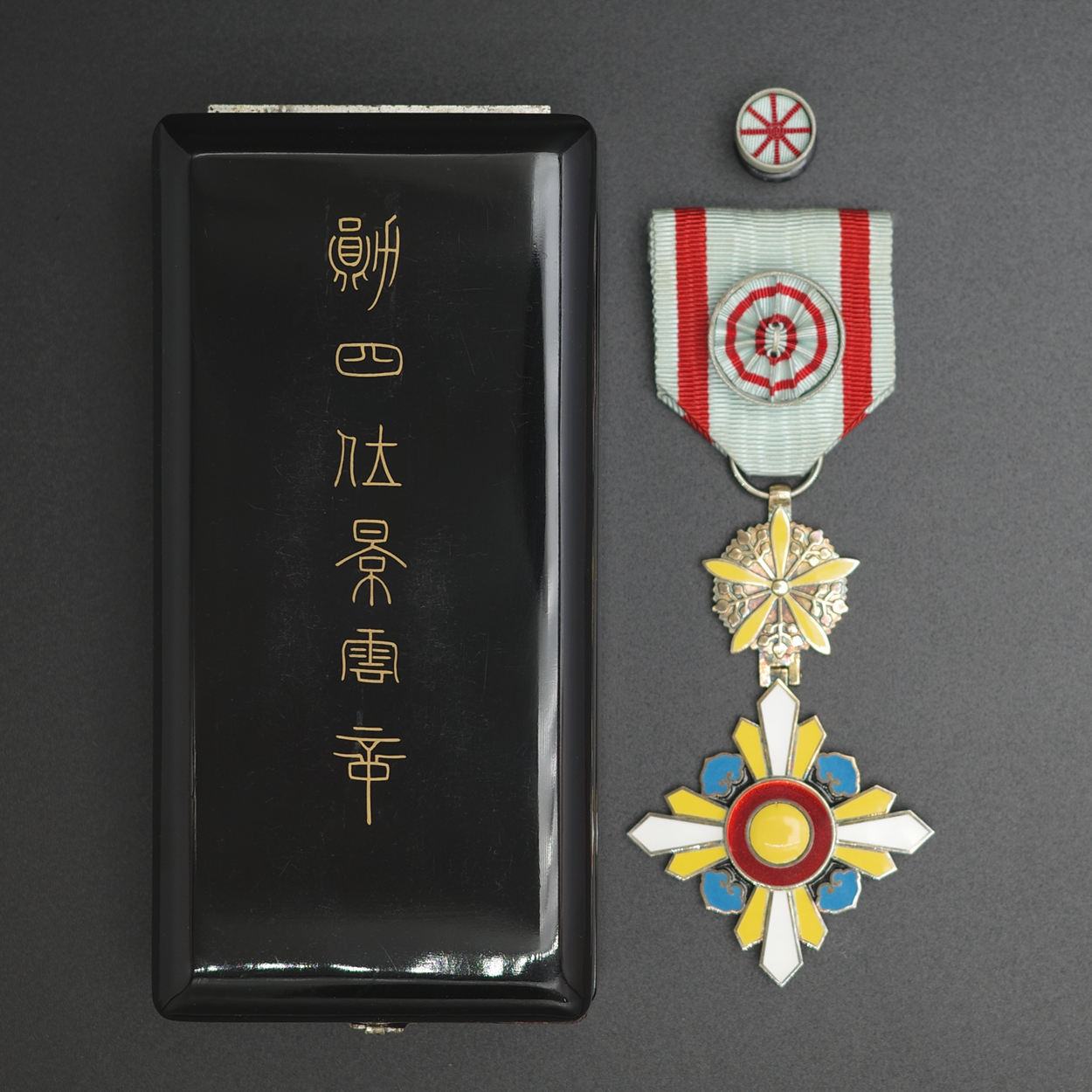
景雲章（満洲国）（1934年）
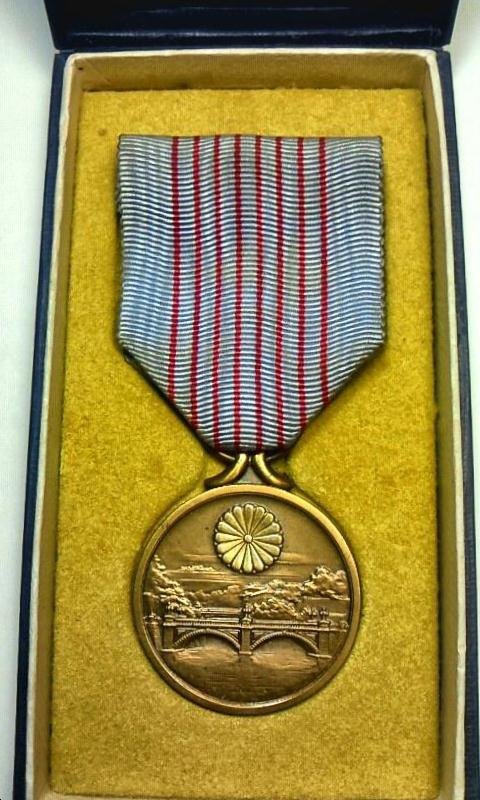
紀元二千六百年祝典記念章（1940年）

## 主な門下生
- 本郷新

## 家族
息子の畑正夫（はた まさお、1914年 - 1982年）はデザイナー。